# Joseph Erlanger
Joseph Erlanger (San Francisco, 5. siječnja, 1874. – 5. prosinca, 1965. St. Louis, Missouri) bio je američki fiziolog, koji je 1944.g. dobio Nobelovu nagradu za fiziologiju ili medicinu za otkriće različitih vrsta živčanih vlakana, zajedno s američkim fiziologom Herbert Spencer Gasserom.
Međunarodna astronomska unija je 22. siječnja 2009., dala njegovo ime jednom krateru na Mjesecu.

## Vanjske poveznice
- Erlangerova životopis